# Sasaki Nobutsuna

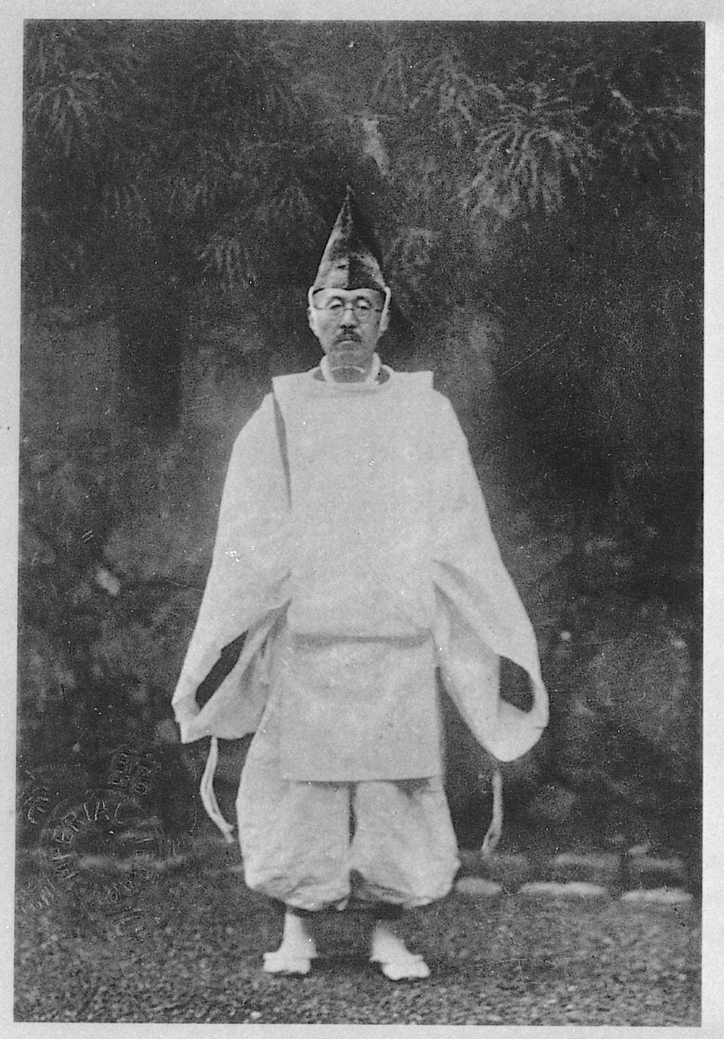

Sasaki Nobutsuna (佐佐木 信綱), né le 8 juillet 1872 à Suzuka au Japon et décédé à l'âge de 91 ans le 2 décembre 1963 à Kamakura, est un poète japonais de tanka de l'ère Shōwa spécialiste de la littérature japonaise des époques de Nara et de Heian. 

## Biographie

### Jeunesse et formation
Sasaki est né dans l'actuelle ville de Suzuka dans la préfecture de Mie. Son père, Sasaki Hirotsuna, lui enseigne les bases de la composition poétique et l'encourage à mémoriser les versets tanka classiques. Après son diplôme de la faculté de lettres classiques de l'université impériale de Tokyo, il suit le vœu de son père et décide de dédier sa vie à la poésie waka, en effectuant des recherches sur les versets anciens et en composant de nouveaux lui-même.

### Carrière littéraire
Saski fonde une réunion littéraire nommée Chikuhakukai (du nom de plume de son père), qui publie une revue littéraire, Kokoro no Hana (« La Fleur du Cœur ») à partir de 1898. Utilisant ce journal comme tribune, il peut populariser sa propre philosophie du waka, publier ses recherches sur l'histoire et le développement de la poésie japonaise, et inspirer une nouvelle génération de poètes. Parmi ses nombreux disciples se trouvent Jun Kawada, Kinoshita Rigen et Katayama Hiroko. Le magazine existe toujours aujourd'hui et est le plus ancien mensuel de poésie du Japon.
Bien que quelques-unes de ses premières œuvres soient influencées par Mori Ōgai, Masaoka Shiki et Tekkan Yosano, Sasaki contribue au mouvement de révolution du tanka et publie son premier recueil de poésie, Tanka Omoigusa (« Herbes de pensées »), en 1903. Il publiera dans sa vie onze autres compilations de tanka, comme Shingetsu (« Nouvelle lune », 1912), Toyohata gumo (« Nuages volant au vent », 1929), et Yama to mizu to (« Montagnes et Eau », 1951).
En reconnaissance de son travail, Sasaki est nommé maître de conférences à l'université impériale de Tokyo en 1905 et est officiellement chargé par le ministère de l'Éducation de réaliser une critique moderne du Man'yōshū. 
Sasaki travaille avec son père et publie une étude complète du waka médiéval (Wakashi no kenkyu, « Études de la poésie japonaise », 1915) et du Man'yōsh (Kohan Man'yōshū', 1924–1925).
Sasaki quitte Tokyo pour s'installer à Kamakura en 1921 où il réside jusqu'à sa mort en 1963. Il est décoré de l'ordre de la Culture par le gouvernement japonais cette année-là. Sa tombe se trouve au cimetière Tama Reien, dans la banlieue de Tokyo.
Son petit-fils Yukitsuna Sasaki est un théoricien de la littérature et également poète.

## Source de la traduction
- (en) Cet article est partiellement ou en totalité issu de l’article de Wikipédia en anglais intitulé « Sasaki Nobutsuna » (voir la liste des auteurs).